# Valloriate
Valloriate  (Valàuria in Piemontesisch, Valàouria in Okzitanisch) ist eine Gemeinde in der italienischen Provinz Cuneo (CN), Region Piemont.

## Lage und Einwohner
Valloriate liegt etwa 20 Straßenkilometer südwestlich von der Provinzhauptstadt Cuneo entfernt.
Das Gemeindegebiet umfasst eine Fläche von fast 17 km² und hat 101 Einwohner (Stand 31. Dezember 2023). Seit 1911 hat die Gemeinde einen Bevölkerungsrückgang von 95 % zu verkraften.
Die Nachbargemeinden sind Demonte, Gaiola, Moiola, Monterosso Grana und Rittana.

## Geschichte
Die Geschichte des Dorfes Valloriate ist eng mit der der umliegenden Gemeinden im unteren Tal verbunden. Rittana, Gaiola, Moiola und Roccasparvera. Die ältesten Nachrichten stammen vom 6. Dezember 1197, dem Datum, an dem Valloriate zu den anderen Städten des Stura-Tals gezählt wurde. Im 12. Jahrhundert und in den ersten drei Jahrzehnten des 13. Jahrhunderts stand es unter der Herrschaft der Markgrafen von Saluzzo. Von 1234 bis 1259 unterstand es zusammen mit dem gesamten Tal der Gerichtsbarkeit der Gemeinde Cuneo, bis es 1259 von der Familie Anjou besetzt wurde. Zu Beginn des 15. Jahrhunderts wurde Antonio Bolleris Herr über das gesamte Untertal, später fiel das Gebiet an Frankreich. Carlo Emanuele I. von Savoyen besetzte daraufhin das untere Stura-Tal.

## Sehenswürdigkeiten
Alte Häuser mit Fresken aus dem 18. und 19. Jahrhundert, zahlreiche Kapellen und Votivpylone zeugen von der Volksfrömmigkeit. Die Pfarrkirche San Michele stammt aus dem 17. Jahrhundert und wurde im 18. und 19. Jahrhundert umgebaut. Auf dem Gemeindegebiet befindet sich auch eine 450–500 Jahre alte monumentale Kastanie 1it einer Krone von etwa 18 m und 7,5 m Stammdurchmesser. Im Dorf befindet sich seit 2001 das Kastanien Museum. Hier wird die Bedeutung der Esskastanie für die Bevölkerung dargestellt.
Sehenswert sind auch einige Kapellen aus dem 15. und 16. Jahrhundert wie die Kapelle Sant’ Antonio, die Kapelle San Bernardo da Mentone, die Kapelle des Namens Maria und die Kapelle San Claudio.